# Plumbungan (Karangmalang)
Plumbungan is een bestuurslaag in het regentschap Sragen van de provincie Midden-Java, Indonesië. Plumbungan telt 8451 inwoners (volkstelling 2010).